# Belleville Tour

Belleville tour est un téléfilm français réalisé par Zakia Tahiri et Ahmed Bouchaala et diffusé le 6 août 2008 sur France 2.

## Fiche technique
Source : IMDb
- Réalisateurs : Zakia Tahiri et Ahmed Bouchaala
- Scénario : François Farrugia
- Dialogues : Ahmed Bouchaala, Zakia Tahiri
- Musique : Michel Korb
- Directeur de la photographie : Marie Spencer
- Montage : Sarah Turoche
- Distribution des rôles : Nora Habib
- Création des décors : Pierre Gompertz
- Création des costumes : Karine Serrano
- Société de production : France 2, Grand Large Productions, Les Productions Franco American
- Société de distribution :
- Format : Couleur - 1,78:1 - 35 mm
- Pays :  France
- Genre : Comédie
- Durée : 90 minutes
- Date de diffusion : 6 août 2008 sur France 2

## Distribution
- Francis Renaud : Paul
- Khalid Maadour : Bachir
- Bernard Menez : Jean
- Chantal Ladesou : Marie-Claude
- Alexandre Leprince : Nicolas
- Farida Ouchani : Loubna
- Marilou Berry : Capucine
- Sara Martins : Aline
- Alexandre Leprince : Nicolas